# 포스트시온주의
포스트시온주의(Post-zionism)는 시온주의의 목표가 이스라엘국 수립으로 완성되었다고 보는 사상이다.

## 같이 보기
- 가나안주의
- 귀환법
- 시온주의
- 반시온주의
- 범셈족주의